# Joe Mattacchione
Joseph Mattacchione (Mississauga, 15 agosto 1975) è un dirigente sportivo ed ex calciatore canadese, di ruolo difensore.

## Carriera
Ha giocato l'intera carriera nei Toronto Lynx, giocando in totale 165 partite, mettendo a segno anche 8 gol. Nel 2004, venne nominato capitano della squadra. Dopo la stagione 2006, rimase senza contratto dopo aver militato per sette stagioni a Toronto. Nel corso del 2007, diventa dirigente dell'Oakville Soccer Club.